# 死春記
『死春記』（ししゅんき）は、真崎守による日本の連作漫画である。

## 概要
『連作/死春記』は『ヤングコミック』（少年画報社）1971年（昭和46年）1月27日号から6月23日号の間に全6話掲載された。本作に先立ち1969年から同誌に掲載された『連作/はみだし野郎の子守唄』『連作/はみだし野郎の挽歌』とともに、真崎守作品の特徴である逆説や隠喩を駆使した言語表現が顕著であり、特に自己希求と耽溺の色合いが濃い。
1972年、朝日ソノラマ単行本化に際し、『三部作/赤は赤』（『ビッグコミック』（小学館）掲載）が死春記・第二部として併録された（ちなみに、同単行本内『死春記のーと』で作者自身が『赤と赤』が「事情により発表誌がわかれた」第二部であると述べている）。さらに1975年、『はみだし野郎の伝説』の第3巻として出版されるに当たり、1974年発表の『ゴールアウト』『朧花』の2作品が追加になったが、1976年発行の小学館文庫版『はみだし野郎の伝説』第3巻では『三部作/赤は赤』のうち『艶の雨』『葬儀結婚』が除外されている。

## 死春記
①『少年の日、ブルースも知らず』連作/死春記Vol.1、『ヤングコミック』1971年1月27日号掲載
②『情炎のぶつぎり』連作/死春記Vol.2、『ヤングコミック』1971年2月24日号掲載
③『雨ふり路地に水たまり』連作/死春記Vol.3、『ヤングコミック』1971年3月23日号掲載
④『ぬくもりの誤差感度』連作/死春記Vol.4、『ヤングコミック』1971年4月28日号掲載
⑤『私赦誤柔』連作/死春記Vol.5、『ヤングコミック』1971年5月26日号掲載
⑥『落花流水』連作/死春記Vol.6、『ヤングコミック』1971年6月23日号掲載
1972年：朝日ソノラマサンミリオンコミックス『死春記』上掲① - ⑥収録
1975年：朝日ソノラマサンコミックス『はみだし野郎の伝説』第3巻『死春記』 上掲① - ⑥収録
1976年：小学館文庫『はみだし野郎の伝説』第3巻『死春記』 上掲① - ⑥収録
1978年：ブロンズ社真崎守選集第4巻『はみだし野郎の伝説』 上掲① - ③、⑥収録
1979年：朝日ソノラマサンミリオンコミックス『死春記』上掲① - ⑥収録
1986年：文藝春秋社『マンガ黄金時代　60年代傑作集』上掲②収録

## 赤は赤
①『艶の雨』三部作/赤は赤 第一話、『ビッグコミック』1971年10月25日号掲載
②『葬儀結婚』三部作/赤は赤 第二話、『ビッグコミック』1971年11月10日号掲載
③『地鎮魔』三部作/赤は赤 第三話、『ビッグコミック』1971年11月25日号掲載
1972年：朝日ソノラマサンミリオンコミックス『死春記』上掲① - ③収録
1975年：朝日ソノラマサンコミックス『はみだし野郎の伝説』第3巻『死春記』 上掲① - ③収録
1976年：小学館文庫『はみだし野郎の伝説』第3巻『死春記』 上掲③収録
1979年：朝日ソノラマサンミリオンコミックス『死春記』上掲① - ③収録

## その他の作品
①『ゴールアウト』男達の伝説、『ビッグコミックオリジナル』1974年5月5日号掲載
②『朧花』恍惚野郎の伝説、『ヤングコミック』1974年3月27日号掲載
1975年：朝日ソノラマサンコミックス『はみだし野郎の伝説』第3巻『死春記』 上掲①②収録
1976年：小学館文庫『はみだし野郎の伝説』第3巻『死春記』 上掲①②収録
1979年：ブロンズ社真崎守選集第19巻『残照』 上掲①収録